# Jean Moréas

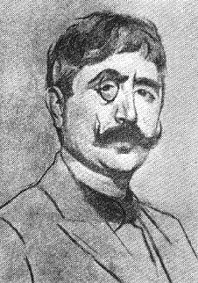
Jean Moréas, retrat d'Antonio de La Gandara

Jean Moréas (nascut Iannis A. Papadiamontopoulos, Ιωάννης Α. Παπαδιαμαντόπουλος; Atenes, 15 d'abril de 1856 - 30 d'abril de 1910) va ser un poeta, assagista i crític d'art grec en llengua francesa. Va ser considerat un dels poetes simbolistes més importants fins a les primeries de la dècada del 1890.

## Biografia
Va nàixer al si d'una família distingida; son pare era jutge. Va rebre una educació francesa i va traslladar-se a París l'any 1875 per estudiar dret. Durant la seua estada, va començar a freqüentar els cercles literaris, i es va integrar en el grup de Les Hydropathes, un club literari que incloïa també Alphonse Allais, Charles Cros, Guy de Maupassant i Léon Bloy. També va mantenir lligams d'amistat amb l'artista grec Demetrios Galanis i amb el poeta romanès Ion Minulescu.
Va publicar poesia, molt influïda per Paul Verlaine, a les revistes Lutèce i Le Chat noir, i va recollir els seus poemes en dues edicions, Les Syrtes i Cantilènes.
Inicialment, es va adherir al moviment simbolista i ell mateix va escriure el Manifest Simbolista (1886), que va publicar a Le Figaro en part com a mitjà de distanciar-se de l'estètica de la nova generació de joves escriptors etiquetats de "decadentistes" per la premsa.
L'any 1891, a mesura que el simbolisme era cada vegada més obertament associat amb l'anarquisme, va publicar Le Pèlerin passioné, en què rebutjava les influències d'Europa del Nord i d'Alemanya, així com del romanticisme i fins i tot alguns aspectes del simbolisme, en favor de la influència de l'antiga Roma i l'antiga Grècia. Aquesta obra va ser el desencadenant de la fundació de l'École Romane, que proporcionaria la base estètica per a la ideologia d'extrema dreta de Charles Maurras, principal teòric d''Action Française.
Moréas també va escriure la novel·la Les Demoiselles Goubert, en col·laboració amb Paul Adam.

## Obres
Les seues obres més importants són:
- Les Syrtes (1884)
- Les Cantilènes (1886)
- Le Pèlerin passioné (1891)
- Stances (1893)
- Contes de la vielle France (1904)